# Мигунов, Александр Сергеевич
Алекса́ндр Серге́евич Мигуно́в (2 декабря 1940, Москва — 17 августа 2016, Москва) — советский и российский философ, искусствовед, специалист по теории современного искусства; доктор философских наук (1988), профессор (1991) и заведующий кафедрой эстетики (2001) философского факультета МГУ; заслуженный профессор Московского университета (2008).

## Биография
Александр Мигунов родился в Москве 2 декабря 1940 года; в 1970 году он стал выпускником философского факультета МГУ имени М. В. Ломоносова. Через пять лет он начал работать на философском факультете, а в 1976 году защитил кандидатскую диссертацию на тему «Эстетические проблемы комплексного анализа художественного образа». В 1988 году стал доктором философских наук с диссертацией «Искусство и процесс познания», а в 1991—1992 годах был избран профессором МГУ. В период с 2001 по 2016 год являлся заведующим кафедрой эстетики философского факультета МГУ. Получил почётное звание «Заслуженный профессор Московского университета» в 2008 году. Скончался в Москве 17 августа 2016 года.

## Работы
Александр Мигунов являлся автор и соавтором более девяти десятков научных работ, включая двенадцать монографий; он являлся научным руководителем в сорока кандидатских диссертациях и подготовил пять докторов философских наук. Специализировался на эстетике модернизма и авангарда, а также — исследовал актуальные проблемы философии искусства, включая эстетику постструктурализма:
- «Алгоритмическая эстетика» (2010)
- Учебное пособие «Художественный образ. Эстетический анализ. Материалы к спецкурсу» (1980)
- Художественный образ. Эстетический анализ. М., 1980;
- Искусство и процесс познания. М., 1986.